# Публий Корнелий Малугиненсис
Публий Корнелий Малугиненсис (на латински: Publius Cornelius Maluginensis) e политик на Римската република. Произлиза от клон Малугиненсис на фамилията Корнелии.
През 404 пр.н.е. той е консулски военен трибун с още 5 колеги.